# Jens Grand
Jens Grand, död 29 maj 1327, var ärkebiskop i Lunds stift 1289–1303 och sedan biskop i Riga 1303–1304 och i Bremen 1310–1327.
Jens Grand var av Skjalm Hvides ätt, systerson till biskop Peder i Roskilde och systerdotterson till Jacob Erlandsen. Han hade studerat i Paris och blivit doktor i kanonisk rätt. Omkring 1280 blev han domprost i Roskilde. Han misstänktes för att ha kännedom om mordet på Erik Klipping 1286 och hade därför i början kung Erik Menved mot sig, då han av domkapitlet i Lund valdes till ärkebiskop 1289. Han fick senare kungens samtycke genom ett trohetslöfte. Tvärt emot sitt löfte stödde han de fredlösa kungamördarna och återupptog Jacob Erlandsens kungafientliga kyrkopolitik, så kungen lät i april 1294 fängsla honom.
I december 1295 lyckades Grand fly och begav sig till Rom, där han anklagade kungen inför påven Bonifatius VIII. Rättegången varade i två år. År 1298 dömde påven kungen att betala 49 000 mark i skadestånd. Då dessa inte betalades, lystes 1299 interdikt över Danmark, och Grand förde defacto krig mot kungen från sin borg Hammershus på Bornholm. Först 1303 kom det till förlikning med påven. Interdiktet upphävdes, kungen fick böta 10 000 mark, och Grand avlägsnades från Lund. Han blev samma år ärkebiskop i Riga, dit han dock aldrig kom, och 1310 i Bremen.
Där råkade han också i sådana stridigheter att han 1314 måste lämna stiftet och de under honom lydande biskoparna 1316 förklarade honom avsatt som sinnessjuk. Han flyttade därför till Avignon, där han dog 1327.